# Hartwell (schip)
De Hartwell was een schip in dienst van de Britse Oost-Indische Compagnie, dat in mei 1787 verging ten noordoosten van Boa Vista (Kaapverdië).

## Eerste reis naar China
In februari 1787 vertrok de Hartwell na een feestelijke tewaterlating voor haar eerste reis naar China onder leiding van kapitein Fiott. De lading bestond onder andere uit bijna 6000 kg hoogwaardig zilver dat voor rekening van de Britse Oost-Indische Compagnie werd vervoerd. Verder hadden zelfstandige ondernemers koopwaar zoals klokken, sieraden, stoffen en lood aan boord geladen. 

## Muiterij aan boord van de Hartwell
Naar aanleiding van een conflict over het al dan niet doven van de lichten brak al tijdens de eerste reis muiterij uit. De onrust nam toe en messen werden getrokken, de bemanning bedreigde de officieren en drie van de opstandelingen werden in de boeien geslagen. Zelfs na deze ingreep breidde de opstand zich nog uit en na enige tijd wierpen tot 50 bemanningsleden alle bevelen terzijde. Nadat de kapitein uiteindelijk de rust weer had weten te herstellen, moest hij koers wijzigen naar de Kaapverdische eilanden om de opstandelingen uit te leveren aan de gouverneur. Deze ongeplande gebeurtenissen zorgde voor slapeloze nachten door alle onrust, terwijl de reis reeds achterliep op schema.

## Schipbreuk
Een rif ten noordoosten van Boa Vista, een van de Kaapverdische eilanden, betekende het einde van de Hartwell. Waarschijnlijk zorgde de paniek en onrust van de voorgaande dagen voor de navigatiefout van de officieren. Het schip brak in twee en de complete lading ging verloren. Hoewel de volledige bemanning gered kon worden werden de officieren toch veroordeeld door de Engelse Oost-Indische Compagnie bij terugkeer naar Engeland. Het enige wat de Compagnie nog restte was een poging te doen de lading van de Hartwell te bergen.

## Eerste poging het wrak te bergen
William en John Braithwaite werden door de Compagnie aangesteld om het zilver te recupereren. Als beloning werd overeengekomen dat de broers de gemaakte kosten en 12,5 procent van de waarde van het door hen gevonden zilver zouden ontvangen. Hoewel dit voor een buitenstaander misschien klinkt als een zeer winstgevende positie, bleek de realiteit anders. De operatie was zeer riskant en vereiste de grootste deskundigheid. De eerste twee jaar verliepen moeizaam, de edele munten lagen verspreid over de zeebodem en de concurrentie van Caraïbische zeerovers zorgde voor geregelde schermutselingen. Toen een van de broers gewond raakte, twee duikers werden vermoord en een deel van de munten werd gestolen, besloot de andere broer terug te keren naar Engeland om betere wapens en duikersuitrustingen te halen.

## Tweede poging leidt tot succes
In 1790 reisde John Braithwaite terug naar de Kaapverdische eilanden om zijn broer opnieuw bij te staan met een verbeterde uitrusting. Toen een jaar later, in 1791, de broers hun missie beëindigden omdat er niets meer te vinden was, trokken ze naar huis met een indrukwekkend aantal munten (97.650, zoals hun verslagen vermelden).

## Bron
- Atlas van scheepswrakken, Nigel Pickford